# CA Colón
A CA Colón egy argentin labdarúgócsapat Santa Fe városában. A egyesületet 1905. május 5-én alapították. A klub jelenleg a másodosztályban szerepel és a 42 000 néző befogadására alkalmas Estadio Brigadier General Estanislao Lópezben játssza hazai mérkőzéseit.
Az egyesület akkor érte el a legnagyobb sikerét, amikor 2021-ben, a Racing Clubot 3–0-ra legyőzve megnyerték a 2021-es argentin ligakupát.

## Sikerei, díjai
Argentin Ligakupa
- Győztes (1): 2021

## Jelenlegi keret
2023. október 15. szerint.
| #  |     | Poszt | Név                                                            |
| -- | --- | ----- | -------------------------------------------------------------- |
| 4  | ARG | V     | Fabián Henríquez                                               |
| 5  | ARG | KP    | Cristian Vega                                                  |
| 6  | ARG | V     | Paolo Goltz                                                    |
| 7  | ARG | CS    | Damián Batallini (kölcsönben az Argentinos Juniors csapatától) |
| 8  | ARG | KP    | Gonzalo Silva                                                  |
| 9  | ARG | CS    | Ramón Ábila                                                    |
| 10 | ARG | CS    | Rubén Botta                                                    |
| 11 | ARG | CS    | Joaquín Ibáñez                                                 |
| 12 | ARG | CS    | Matías Ibáñez                                                  |
| 14 | COL | KP    | Baldomero Perlaza                                              |
| 15 | PAR | KP    | Ángel Cardozo Lucena (kölcsönben a Cerro Porteño csapatától)   |
| 16 | ARG | CS    | Laureano Troncoso                                              |
| 17 | ARG | K     | Ignacio Chicco                                                 |

| #  |     | Poszt | Név                                                |
| -- | --- | ----- | -------------------------------------------------- |
| 19 | ARG | KP    | Tomás Galván (kölcsönben a River Plate csapatától) |
| 21 | ARG | V     | Eric Meza                                          |
| 22 | ARG | CS    | Javier Toledo                                      |
| 23 | PAR | V     | Alberto Espínola                                   |
| 26 | PAR | KP    | Carlos Arrúa (kölcsönben a Nacional csapatától)    |
| 27 | PAR | CS    | Jorge Benítez                                      |
| 31 | ARG | KP    | Favio Álvarez (kölcsönben az UNAM csapatától)      |
| 33 | ARG | V     | Facundo Garcés                                     |
| 34 | ARG | KP    | Stefano Moreyra                                    |
| 36 | ARG | V     | Gian Nardelli                                      |
| 40 | ARG | V     | Rafael Delgado                                     |
| 42 | ARG | V     | Agustín Ojeda                                      |
|    | ARG | KP    | Christian Bernardi                                 |

## Fordítás
Ez a szócikk részben vagy egészben  a   Club Atlético Colón című angol Wikipédia-szócikk fordításán alapul.  Az eredeti cikk szerkesztőit annak laptörténete sorolja fel. Ez a jelzés csupán a megfogalmazás eredetét és a szerzői jogokat jelzi, nem szolgál a cikkben szereplő információk forrásmegjelöléseként.